# Victor Adebowale
 (septembre 2021).
Victor Olufemi Adebowale, baron Adebowale, (né le 21 juillet 1962) est l'ancien directeur général de l'entreprise d'aide sociale Turning Point (Royaume-Uni), actuel président de la NHS Confederation et est l'un des premiers à devenir un pair du peuple.
Il est nommé commandeur de l'ordre de l'Empire britannique (CBE) lors des honneurs du Nouvel An 2000 pour services rendus au New Deal, aux chômeurs et aux jeunes sans-abri. En 2001, il devient l'un des premiers à être nommés pairs du peuple et est créé pair à vie le 30 juin 2001 en prenant le titre de baron Adebowale, de Thornes dans le comté de West Yorkshire, siégeant en tant que crossbencher.

## Carrière
Adebowale est né de parents nigérians, Ezekiel et Grace Adebowale, qui travaillent tous les deux pour le NHS du Royaume-Uni . Son nom « Adebowale » signifie « la couronne rentre à la maison » en yoruba . L'utilisation de noms de famille faisant ainsi référence aux couronnes par le peuple Yoruba est généralement indicative de l'ascendance royale au sein de leurs différents clans.
Adebowale fait ses études à la Thornes House School, à Wakefield et à la Polytechnic of East London. Il commence sa carrière dans la gestion immobilière des collectivités locales avant de rejoindre le mouvement des associations de logement. Il travaille pour Patchwork Community Housing Association et est directeur régional de l'Ujima Housing Association, la plus grande association de logement dirigée par des Noirs de Grande-Bretagne. Il est directeur du Alcohol Recovery Project, puis directeur général de l'association caritative pour les jeunes sans-abri Centrepoint. Adebowale est membre de l'équipe d'action politique sur les jeunes de l'Unité d'exclusion sociale et préside l'examen de la coordination du logement social par l'Institute of Public Policy Research.
Adebowale rejoint Turning Point en tant que directeur général en septembre 2001. Turning Point est une organisation de soins qui fournit des services aux personnes ayant des besoins complexes, notamment celles touchées par l'abus de drogues et d'alcool, les problèmes de santé mentale et les personnes ayant des troubles d'apprentissage. En plus de fournir des services directs, Turning Point fait également campagne à l'échelle nationale au nom des personnes ayant des besoins en matière de soins sociaux . Il quitte Turning Point en 2019 et devient président de la NHS Confederation .
Adebowale est impliqué dans un certain nombre de groupes de travail, conseillant le gouvernement sur la santé mentale, les troubles d'apprentissage et le rôle du secteur bénévole. Il est coprésident du Groupe directeur national sur la santé mentale des Noirs et des minorités ethniques et membre du Conseil consultatif sur l'abus de drogues. Il est parrain du Rich Mix Center Celebrating Cultural Diversity, parrain de Tomorrow's Project et du National College for School Leadership. Il est membre du National Employment Panel, du New Economics Foundation Board et est membre du Institute for Fiscal Studies Council. Il est directeur du conseil en développement organisationnel Leadership in Mind, président de Collaborate et en 2015/16, il préside la London Fairness Commission. Il conseille les gouvernements de tous les partis sur l'emploi, le logement, la pauvreté et la réforme de la fonction publique.

## Récompenses académiques
Adebowale a un doctorat honorifique de l'université de Central England à Birmingham, un doctorat honorifique en lettres de l'université de Lincoln, un doctorat honorifique de l'université de Londres-Est  un doctorat honorifique de l'université de Bradford, où il est impliqué avec leur Centre pour l'Inclusion et la Diversité, et plus récemment un doctorat honorifique de l'université d'York. Il est membre honoraire de la London South Bank University et membre honoraire principal du Centre de gestion des services de santé de l'université de Birmingham. En 2009, il reçoit un doctorat honorifique en droit (LLD) de l'université de Lancastre.
Le 12 décembre 2008, Adebowale est installé comme chancelier de l'université de Lincoln. Adebowale est titulaire d'un diplôme d'études supérieures de l'institut Tavistock et d'une maîtrise en conseil organisationnel avancé de la City University de Londres.